# La Liste des sept
La Liste des sept est un roman fantastique de Mark Frost, paru en 1993. Le personnage principal de l'histoire est le futur écrivain Conan Doyle, qui fait la rencontre d'un mystérieux personnage dont il s'inspirera pour créer Sherlock Holmes. Avec plusieurs alliés, tous deux luttent contre une organisation criminelle qui veut faire s'incarner une force du mal capable de dévaster le monde.

## Début détaillé de l'histoire
L'histoire commence à Noël 1884. Le médecin Conan Doyle reçoit une lettre mystérieuse lui demandant de l'aide, et lui donnant rendez-vous à une séance de spiritisme. Ce médecin est aussi un apprenti romancier, que pour l'instant aucun éditeur n'a voulu éditer.
Lors de cette séance de spiritisme, Doyle rencontre la séduisante lady Caroline Nicholson et son frère, qui cherchent à retrouver le fils disparu de celle-ci. Durant la séance, Doyle essaie de voir s'il y a un truquage ou s'il s'agit d'un vrai medium. Une équipe de tueurs arrive alors et égorge les deux Nicholson. Le docteur est sauvé par un homme athlétique.
Ce sauveur se présente à Doyle comme étant Armand Sacker, professeur en histoire ancienne. Comme preuve de son identité, il lui montre sa carte de visite. Sacker avertit Doyle que son manuscrit a été lu par les membres d'une société occulte, qui ne l'ont pas pris pour une œuvre de fiction mais pour un livre qui révèle leurs secrets. Cela trouble Doyle, qui s'est inspiré de ce qui lui semblait des élucubrations pour l'écrire : un livre d'Helena Petrovna Blavatsky, fondatrice de la théosophie. Sacker donne à Doyle une amulette : un œil d'Horus, puis Sacker repart.

## Résumé de la suite de l'histoire
L'homme athlétique s'appelait en fait Jack Sparks et était effectivement du côté des bons, il lutte contre son frère aîné Alexander, qui a tué sa sœur, son père et sa mère et qui est l'un des membres de la liste des sept. Parmi ses nombreux meurtres, il y a aussi celui d'une prostituée, qui fait écho aux agissements de Jack l'Éventreur.
Jack Sparks a deux fidèles subordonnés, hauts en couleur : les jumeaux Barry et Larry, anciens voleurs et crocheteurs de serrures. On les différencie parce que l'un d'eux a été balafré au visage. Ils savent aussi faire chauffer et conduire une locomotive à vapeur lorsque cela est nécessaire. Jack Sparks a aussi un énorme chien à son service, qui rappelle celui du roman Le Chien des Baskerville (1902).
Dans le dernier tiers du livre, il s'avère que seul le frère de lady Nicholson a été tué. En fait, lady Nicholson et son frère étaient un couple d'acteurs embauchés pour la séance de spiritisme initiale, la vraie lady Nichoslson faisant partie des sept. L'actrice se fait aider par Bram Stoker pour élucider le meurtre de son collègue et amant. Elle s'avère une femme de caractère, sachant se servir d'une arme à feu, et sachant aussi mettre le naïf Doyle dans son lit. Elle lutte à leurs côté contre le frère aîné de Jack Sparks.
Dans la liste de leurs sept ennemis, il y a aussi William Gull, médecin de la famille royale, suspecté depuis des thèses et œuvres populaires apparues dans les années 1970 d'avoir été Jack l'Éventreur. Le petit-fils de la reine Victoria, le prince Albert Victor, dit prince Eddy, ne fait pas partie des sept, simplement parce qu'il est trop stupide, abêti par la syphilis. Suspecté lui aussi d'avoir été Jack l'Éventreur, il est aisément manipulé par les sept conspirateurs qui entendent l'accoupler à lady Nicholson pour engendrer un enfant qui servira de réceptacle à une force du mal capable de dévaster le monde.
Doyle et ses alliés réussissent à vaincre les sept ; néanmoins l'un des jumeaux est tué et deux de leurs ennemis réussissent à s'enfuir : le frère de Jack Sparks et Lady Nicholson. 
Doyle reçoit les félicitations de la reine Victoria qui lui demande de garder le silence sur toute cette affaire.
Plus tard, Doyle apprend du jumeau survivant que les deux frères Sparks sont morts, précipités dans les chutes du Reichenbach lors d'un corps à corps — cela rappelle la mort de Sherlock Holmes et du professeur Moriarty dans la nouvelle Le Dernier Problème (1893). Lady Nicholson, qui s'est à nouveau échappée, se rend  à Braunau am Inn où elle donne naissance à Adolf Hitler.